# 유럽 고속도로 531호선
유럽 고속도로 531호선(European route E531)은 B-클래스급 형태를 띈 E-road 네트워크로, 독일의 오펜부르크에서 도나우에싱겐까지 이어주는 총 연장 89km의 거리를 가진 유럽 고속도로다.

## 주요 경유지
- 독일
  - 오펜부르크: E35호선
  - 도나우에싱겐